# Oscar Fantascienza
Oscar Fantascienza è stata una collana editoriale di tascabili di narrativa fantascientifica pubblicata da Arnoldo Mondadori Editore dal 1979 al 1994, per un totale di 162 uscite. Ha pubblicato principalmente classici della fantascienza, la maggior parte dei quali già editi in precedenza da Mondadori in altre collane, tra cui Urania.

## Storia editoriale
Già nota per la pubblicazione di narrativa poliziesca tramite il periodico Il Giallo Mondadori (1929-in corso), Arnoldo Mondadori Editore fu fra le prime case editrici a importare in Italia la fantascienza anglofona, fondando nel 1952 l'effimera rivista di racconti Urania e la ben più duratura collana di romanzi tascabili I Romanzi di Urania, la quale divenne una presenza fissa nelle edicole italiane (con cadenza variabilmente quindicinale o settimanale) e fu affiancata nel 1971 dalla collana "figlia" di volumi antologici Urania Millemondi. Nel 1965 Mondadori aveva inoltre lanciato sul mercato la collana di romanzi tascabili Oscar Mondadori, la prima proposta del suo genere ad apparire in libreria, e pur focalizzandola sulla narrativa realistica contemporanea vi aveva voluto includere anche un nucleo di opere fantascientifiche d'alto prestigio letterario: sette romanzi della serie I Viaggi straordinari di Jules Verne, i capisaldi del genere distopico Fahrenheit 451 di Ray Bradbury (Oscar 78, 1966), La fattoria degli animali  e 1984 di George Orwell (Oscar 102 e 454, 1967 e 1973) e il volume doppio Il mondo nuovo / Ritorno al mondo nuovo di Aldous Huxley (Oscar 319, 1971), i due capolavori della fantascienza dura Cronache marziane sempre di Ray Bradbury (Oscar 181, 1968) e Io, Robot di Isaac Asimov (Oscar 434, 1973), e infine l'antologia Il Dio del 36º piano. Storie del futuro prossimo (Oscar 168, 1968), allestita dai direttori di Urania Carlo Fruttero e Franco Lucentini.
I primi anni Settanta coincisero con un importante sdoganamento in Italia della letteratura fantastica, lentamente uscita dal circuito "di consumo" dei tascabili da edicola ed entrata nelle librerie grazie a editori specializzati quali La Tribuna e Libra e successivamente Nord e Fanucci, dunque Mondadori decise di irrobustire l'offerta di genere entro il proprio catalogo: nel 1973 venne creata la linea degli Oscar Fantascienza, la quale propose in maggioranza ristampe di materiale già edito in versione economica entro Urania o in formato cartonato entro collane di lusso (ad esempio Medusa e Altri mondi), con un'esplicita predilezione per gli autori appartenenti all'età d'oro della fantascienza, quali Robert A. Heinlein, Arthur C. Clarke o Jack Williamson, e ai maggiori esponenti della fantascienza sociologica, per esempio Richard Matheson, Fredric Brown o James Blish; in particolare la collana pubblicò una grandissima parte dell'opera del grande maestro Isaac Asimov, di cui Mondadori deteneva i diritti quasi esclusivi per l'Italia. Va per altro evidenziato che tre romanzi di fantascienza "letteraria" furono pubblicati negli Oscar generalisti e non nella collana dedicata, ovverosia Il grande ritratto di Dino Buzzati (Oscar 1301, 1981), Yargo di Jacqueline Susann (Oscar 1740, 1984) e Giganti di Alfred Döblin (Oscar 1749, 1984).
In totale Oscar Fantascienza operò per ventun anni, in tre fasi distinte:
- Da ottobre 1973 a ottobre 1978 furono pubblicati 44 volumi appartenenti alla collana Oscar e contraddistinti dal titoletto in cima alla copertina "Oscar Fantascienza Mondadori", che rappresentava formalmente un'etichetta di contenuto.[1]
- Dal gennaio 1979 al luglio 1989 furono pubblicati 76 volumi recanti sul dorso una numerazione doppia: una cifra proseguiva il conteggio generale degli Oscar, l'altra teneva traccia specifica degli Oscar Fantascienza, divenuti quindi una sotto-collana. Si noti però che fra 1979 e 1987 non tutte le uscite recarono in copertina il titoletto "Oscar Fantascienza Mondadori", e che a partire dall'uscita 1876/52 la dicitura venne trasformata nella scritta "Fantascienza. Oscar Mondadori", in lettere azzurre e nere su sfondo argentato.
- Dall'agosto 1989 all'ottobre 1994 furono pubblicati 42 volumi con il titoletto argentato e la sola numerazione di Oscar Fantascienza, ufficialmente tramutata in una collana autonoma e parallela agli Oscar generalisti. In corrispondenza di questo sviluppo, Mondadori lanciò le due collane parallele e complementari Oscar Fantasy (1989-1993) e Oscar Horror (1989-1992), già anticipate da occasionali uscite di testi fantasy e horror prima negli Oscar generalisti e poi in Oscar Fantascienza.

La collana venne chiusa nell'autunno 1994, lasciando in sospesa le ristampe in brossura tascabile del Ciclo del Mondo del Fiume di Philip José Farmer e della Guerra contro gli Chtorr di David Gerrold, completate ambedue in Oscar Bestsellers, e una traduzione in quattro volumi della collana The Hugo Winners (3 vol.) a cura di Isaac Asimov, che venne invece terminata in Urania Classici. Per i successivi vent'anni Mondadori tornò a pubblicare occasionali opere fantastiche entro gli Oscar generalisti, fino al lancio delle nuove collane tematiche Oscar. I grandi della fantascienza (2014), Oscar draghi (2014-in corso) e Oscar Fantastica (2016-in corso).
A livello tipografico, tutti i volumi di Oscar Fantascienza (sia la prima serie ufficiosa sia la serie ufficiale) furono rilegati in brossura e stampati in foliazione tascabile di 184x110 mm, tipica di tutta la famiglia Oscar; fecero eccezione solo le ultime due uscite, la 119 e la 120, che passarono a un formato più grande di 197x125 mm e sostituirono l'ormai consolidato titolo di collana argentato con un logo bianco su sfondo nero, spostato nell'angolo inferiore destro delle copertine.
A livello di numerazione, si segnala che 2 uscite della prima serie ufficiosa non erano numerate e che altre 4 erano ristampe dagli Oscar generalisti, ma mentre 2 di esse mantennero la loro numerazione originaria le altre 2 ne ricevettero una nuova. Quanto alla collana ufficiale, essa saltò i numeri 34, 76 e 99, ma attribuì il numero 83 tanto a Il Dio del 36º piano. Storie del futuro prossimo quanto a Cronache marziane (ambedue ristampe dagli Oscar generalisti già ristampate nella prima serie), e propose la raccolta di racconti Molto dopo mezzanotte e altri 21 racconti sia divisa in due tomi, conteggiati come uscite 12 e 13, sia in volume unico conteggiato come uscita 12; di conseguenza la numerazione della collana arriva sino al numero 120, ma comprende in realtà solo 118 pubblicazioni. Si noti altresì che per ragioni non chiare 29 uscite non consequenziali pubblicate fra 1986 e 1991 adottarono due forme diverse di numerazione interna: oltre a proseguire il conteggio iniziato nel 1979, recavano anche un conteggio parallelo da 1 a 30 marcato con la lettera F, conteggio parallelo che per altro saltò dall'uscita F21 direttamente alla F23.

## Elenco delle uscite
Si elencano separatamente i 44 volumi pubblicati entro gli Oscar generalisti ma recanti il titoletto "Oscar Fantascienza Mondadori", e i 118 volumi effettivamente editi come Oscar Fantascienza; il passaggio della selezione da sotto-collana a collana autonoma si ha a cavallo dei numeri 78 e 79, ragion per cui le uscite da 1 a 78 presentano numerazione doppia (prima quella degli Oscar generalisti, poi quella degli Oscar Fantascienza), le uscite da 79 a 120 recano solo il conteggio interno. 
| Numero       | Autore                                                       | Titolo                                           | Note | Anno              |
| ------------ | ------------------------------------------------------------ | ------------------------------------------------ | --- | ----------------- |
| 493          | John Wyndham                                                 | I figli dell'invasione                           | | 1º ottobre 1973   |
| 506          | John Christopher                                             | Morte dell'erba                                  | | 1º dicembre 1973  |
| 512          | L. Ron Hubbard                                               | Ritorno al domani                                | | 15 gennaio 1974   |
| 538          | Roberto Vacca                                                | La morte di Megalopoli                           | | 15 maggio 1974    |
| 550          | Clifford D. Simak                                            | L'ospite del senatore Horton                     | | 15 luglio 1974    |
| 569          | Isaac Asimov                                                 | Cronache della Galassia                          | Raccolta di cinque racconti, primo volume della Trilogia della Fondazione entro il Grande Universo della Fondazione.                                                                                         | 15 settembre 1974 |
| 570          | Isaac Asimov                                                 | Il crollo della Galassia Centrale                | Raccolta di due romanzi brevi, secondo volume della Trilogia della Fondazione entro il Grande Universo della Fondazione.                                                                                     | 1º ottobre 1974   |
| 571          | Isaac Asimov                                                 | L'altra faccia della spirale                     | Raccolta di due romanzi brevi, terzo volume della Trilogia della Fondazione entro il Grande Universo della Fondazione.                                                                                       | 15 ottobre 1974   |
| 588          | John Wyndham                                                 | Il giorno dei trifidi                            | | 1º febbraio 1975  |
| 593          | Frederik Pohl e Cyril M. Kornbluth                           | I mercanti dello spazio                          | Primo romanzo della dilogia dei Mercanti dello Spazio. | 1º marzo 1975     |
| 601          | Carlo Fruttero e Franco Lucentini (curatori)                 | Il Dio del 36º piano. Storie del futuro prossimo | Antologia di tredici racconti di altrettanti autori allestita per il mercato italiano. Ristampa di un volume già apparso in Oscar Mondadori 168, prima che venisse istituita l'etichetta Oscar Fantascienza. | 15 aprile 1975    |
| 621          | Ray Bradbury                                                 | Fahrenheit 451                                   | Ristampa di un volume già apparso in Oscar Mondadori 78, prima che venisse istituita l'etichetta Oscar Fantascienza.                                                                                         | 15 luglio 1975    |
| 623          | Pierre Boulle                                                | Il pianeta delle scimmie                         | | 1º agosto 1975    |
| 1088         | Isaac Asimov                                                 | Il meglio di Asimov. Volume 1°                   | Primo tomo della raccolta allestita dall'autore The Best of Isaac Asimov, comprende sei racconti. | Settembre 1975    |
| 1089         | Isaac Asimov                                                 | Il meglio di Asimov. Volume 2°                   | Secondo tomo della raccolta allestita dall'autore The Best of Isaac Asimov, comprende sei racconti. | Settembre 1975    |
| 639          | Isaac Asimov                                                 | Le correnti dello spazio                         | Terzo romanzo in ordine di composizione del Ciclo dell'Impero entro il Grande Universo della Fondazione. | 13 gennaio 1976   |
| 448          | Robert Sheckley                                              | La decima vittima                                | Raccolta d tredici racconti allestita per il mercato italiano. Ristampa di un volume già apparso in Oscar Mondadori 448, prima che venisse istituita l'etichetta Oscar Fantascienza.                         | Gennaio 1976      |
| 665          | Thomas Page                                                  | La piaga Efesto                                  | | 13 aprile 1976    |
| 680          | James Blish                                                  | Guerra al grande nulla                           | Secondo romanzo della tetralogia Dopo siffatta conoscenza. | 4 giugno 1976     |
| 688          | Clifford D. Simak                                            | Anni senza fine                                  | Romanzo fix-up del ciclo della Città. | 2 luglio 1976     |
| 700          | Jack Williamson                                              | Il figlio della notte                            | | 13 agosto 1976    |
| 706          | Charles Eric Maine                                           | Il vampiro del mare                              | | 3 settembre 1976  |
| 729          | William F. Nolan e George Clayton Johnson                    | La fuga di Logan                                 | Primo romanzo della tetralogia di Logan. | 23 novembre 1976  |
| 181          | Ray Bradbury                                                 | Cronache marziane                                | Raccolta allestita dall'autore delle Cronache Marziane, comprende ventotto racconti. Ristampa di un volume già apparso in Oscar Mondadori 181, prima che venisse istituita l'etichetta Oscar Fantascienza.   | Gennaio 1977      |
| 735          | Edward Wellen                                                | Cosa nostra che sei nei cieli                    | | 18 gennaio 1977   |
| 746          | L. P. Davies                                                 | Lo straniero                                     | | 25 febbraio 1977  |
| 765          | Isaac Asimov                                                 | Viaggio allucinante                              | Primo romanzo della dilogia del Viaggio allucinante; trasposizione letteraria del film omonimo diretto da Richard Fleischer.                                                                                 | 3 maggio 1977     |
| 776          | E. C. Tubb                                                   | La corsa del manichino                           | | 14 giugno 1977    |
| 781          | Roger Elwood (curatore)                                      | Le città che ci aspettano                        | Antologia di quattordici racconti di argomento urbanistico composti da altrettanti autori. | 1º luglio 1977    |
| 788          | Kit Pedler e Gerry Davis                                     | Lebbra antiplastica                              | | 29 luglio 1977    |
| 805          | Alan Dean Foster e George Lucas                              | Guerre stellari                                  | Trasposizione letteraria del film omonimo diretto da George Lucas, è il primo romanzo nell'Universo Espanso di Guerre stellari.                                                                              | 9 settembre 1977  |
| 807          | James Blish                                                  | Il seme tra le stelle                            | Romanzo fix-up del ciclo della Pantropia. | 11 ottobre 1977   |
| 815          | Edward L. Ferman e Barry N. Malzberg (curatori)              | Ultima tappa                                     | Antologia di tredici racconti composti da altrettanti scrittori e scrittrici. | 8 novembre 1977   |
| 821          | Robert A. Heinlein                                           | I figli di Matusalemme                           | Primo romanzo della saga di Lazarus Long entro il macro-ciclo della Storia futura. | 29 novembre 1977  |
| 834          | James White                                                  | Naufragio trasparente                            | | 27 gennaio 1978   |
| 842          | James G. Ballard                                             | Incubo a quattro dimensioni                      | Raccolta di otto racconti allestita dall'autore. | 24 febbraio 1978  |
| 849          | L. Ron Hubbard                                               | Le quattro ore di Satana                         | | 21 marzo 1978     |
| 858          | James Blish                                                  | Le mappe del cielo                               | | 21 aprile 1978    |
| 875          | Poul Anderson                                                | Quoziente mille                                  | | 20 giugno 1978    |
| 881          | Arthur C. Clarke                                             | Preludio allo spazio                             | | 11 luglio 1978    |
| 889          | Raymond F. Jones                                             | La fine del silenzio                             | | 4 agosto 1978     |
| 899          | Mark Phillips (alias di Robert Silverberg e Randall Garrett) | Enigma 1973                                      | Terzo romanzo della trilogia dello Psi-power. | 3 ottobre 1978    |
| Non numerato | Isaac Asimov                                                 | Antologia personale. Volume 1°                   | Raccolta allestita dall'autore, comprende quindici racconti. | Ottobre 1978      |
| Non numerato | Isaac Asimov                                                 | Testi e note. Volume 2°                          | Raccolta allestita dall'autore, comprende ventiquattro racconti. | Ottobre 1978      |

| Numero | Numero | Autore                                                           | Titolo                                                                | Note | Anno              | ISBN               |
| ------ | ------ | ---------------------------------------------------------------- | --------------------------------------------------------------------- | --- | ----------------- | ------------------ |
| 917    | 1      | Robert Silverberg                                                | Buone notizie dal Vaticano                                            | Raccolta di dieci racconti allestita per il mercato italiano. | 8 gennaio 1979    |                    |
| 493    | 2      | John Wyndham                                                     | I figli dell'invasione                                                | Ristampa con numerazione doppia di un'uscita della prima serie. | 1º gennaio 1979   |                    |
| 929    | 3      | Robert Enstrom                                                   | Incontri programmati                                                  | | 2 gennaio 1979    |                    |
| 941    | 4      | William F. Nolan                                                 | Il mondo di Logan                                                     | Secondo romanzo della tetralogia di Logan. | 7 marzo 1979      |                    |
| 955    | 5      | Clifford D. Simak                                                | La casa dalle finestre nere                                           | | 9 aprile 1979     |                    |
| 968    | 6      | Cordwainer Smith                                                 | L'uomo che comprò la Terra                                            | Primo tomo del romanzo Nostrilia. | 11 maggio 1979    |                    |
| 1000   | 7      | Paola Francioli e Lia Volpatti (curatrici)                       | Mille e una Luna                                                      | Antologia originale comprendente undici fra racconti e poesie narrative sull'esplorazione della Luna. | 6 luglio 1979     |                    |
| 805    | 8      | Alan Dean Foster e George Lucas                                  | Guerre stellari                                                       | Trasposizione letteraria del film omonimo diretto da George Lucas, è il primo romanzo dell'Universo Espanso di Guerre stellari. Ristampa con numerazione doppia di un'uscita della prima serie.                                                          | 1º luglio 1979    |                    |
| 1022   | 9      | Alan Dean Foster                                                 | La gemma di Kaiburr                                                   | Romanzo dell'Universo Espanso di Guerre stellari, è un midquel collocato fra Guerre Stellari e L'impero colpisce ancora. | 27 agosto 1979    |                    |
| 765    | 10     | Isaac Asimov                                                     | Viaggio allucinante                                                   | Primo romanzo della dilogia del Viaggio allucinante; trasposizione letteraria del film omonimo diretto da Richard Fleischer. Ristampa con numerazione doppia di un'uscita della prima serie.                                                             | 1º settembre 1979 |                    |
| 1040   | 11     | J. T. McIntosh                                                   | Il mondo finirà venerdì                                               | Romanzo fix-up del ciclo di Uno. | 8 ottobre 1979    |                    |
| 1064   | 12     | Ray Bradbury                                                     | Molto dopo mezzanotte e altri 21 racconti. Volume 1°                  | Primo tomo della raccolta allestita dall'autore Long After Midnight, comprende undici racconti. | 5 novembre 1979   |                    |
| 1065   | 13     | Ray Bradbury                                                     | Molto dopo mezzanotte e altri 21 racconti. Volume 2°                  | Secondo tomo della raccolta allestita dall'autore Long After Midnight, comprende undici racconti. | 5 novembre 1979   |                    |
| 569    | 14     | Isaac Asimov                                                     | Cronache della galassia                                               | Raccolta di cinque racconti, primo volume della Trilogia della Fondazione entro il Grande Universo della Fondazione. Ristampa con numerazione doppia di un'uscita della prima serie.                                                                     | 1º dicembre 1979  |                    |
| 570    | 15     | Isaac Asimov                                                     | Il crollo della galassia centrale                                     | Raccolta di due romanzi brevi, secondo volume della Trilogia della Fondazione entro il Grande Universo della Fondazione. Ristampa con numerazione doppia di un'uscita della prima serie.                                                                 | 1º dicembre 1979  |                    |
| 571    | 16     | Isaac Asimov                                                     | L'altra faccia della spirale                                          | Raccolta di due romanzi brevi, terzo volume della Trilogia della Fondazione entro il Grande Universo della Fondazione. Ristampa con numerazione doppia di un'uscita della prima serie.                                                                   | 1º dicembre 1979  |                    |
| 1088   | 17     | Isaac Asimov                                                     | Il meglio di Asimov. Volume 1°                                        | Primo tomo della raccolta allestita dall'autore The Best of Isaac Asimov, comprende sei racconti. Ristampa con numerazione doppia di un'uscita della prima serie.                                                                                        | 1º dicembre 1979  |                    |
| 1089   | 18     | Isaac Asimov                                                     | Il meglio di Asimov. Volume 2°                                        | Secondo tomo della raccolta allestita dall'autore The Best of Isaac Asimov, comprende sei racconti. Ristampa con numerazione doppia di un'uscita della prima serie.                                                                                      | 1º dicembre 1979  |                    |
| 1094   | 19     | Addison E. Steele                                                | Capitan Rogers nel 25º secolo                                         | Trasposizione letteraria del film omonimo diretto da Daniel Haller e afferente al franchise di Buck Rogers. | 8 febbraio 1980   |                    |
| 181    | 20     | Ray Bradbury                                                     | Cronache marziane                                                     | Raccolta allestita dall'autore delle Cronache Marziane, comprende ventotto racconti. Ristampa con numerazione doppia di un'uscita della prima serie. | 1º febbraio 1980  |                    |
| 621    | 21     | Ray Bradbury                                                     | Fahrenheit 451                                                        | Ristampa con numerazione doppia di un'uscita della prima serie. | 1º gennaio 1980   |                    |
| 729    | 22     | William F. Nolan e George Clayton Johnson                        | La fuga di Logan                                                      | Primo romanzo della tetralogia di Logan. Ristampa con numerazione doppia di un'uscita della prima serie. | febbraio 1980     |                    |
| 1159   | 23     | Arthur C. Clarke                                                 | Medusa                                                                | Raccolta di tre racconti allestita per il mercato italiano. | 10 marzo 1980     |                    |
| 1191   | 24     | Steven Spielberg                                                 | Incontri ravvicinati del terzo tipo                                   | Trasposizione letteraria del film omonimo diretto da Steven Spielberg stesso. | 18 aprile 1980    |                    |
| 1217   | 25     | Martin Caidin                                                    | Missione Aquarius                                                     | | 23 giugno 1980    |                    |
| 1226   | 26     | Howard Phillips Lovecraft                                        | I mostri all'angolo della strada                                      | Raccolta allestita per il mercato italiano da Carlo Fruttero e Franco Lucentini, comprende diciassette racconti afferenti al Ciclo di Cthulhu e al Ciclo dei Sogni.                                                                                      | 6 ottobre 1980    |                    |
| 1247   | 27     | John Wyndham                                                     | Oltre Venere                                                          | | 4 febbraio 1981   |                    |
| 1262   | 28     | L. Sprague de Camp, Lin Carter e Björn Nyberg                    | Conan il barbaro                                                      | Raccolta di sette racconti "apocrifi" del ciclo di Conan il barbaro. Primo tomo di una collana tematica curata da L. Sprague de Camp. | 15 settembre 1980 |                    |
| 1326   | 29     | L. Sprague de Camp e Lin Carter                                  | Conan il liberatore                                                   | Romanzo "apocrifo" del ciclo di Conan il barbaro. Secondo tomo di una collana tematica curata da L. Sprague de Camp. | 16 febbraio 1981  |                    |
| 1364   | 30     | Kirby McCauley (curatore)                                        | Racconti senza respiro. Volume 1°                                     | Antologia di nove racconti dell'orrore composti da altrettanti autori. | 5 giugno 1981     |                    |
| 1365   | 31     | Kirby McCauley (curatore)                                        | Racconti senza respiro. Volume 2°                                     | Antologia di quattordici racconti dell'orrore composti da sedici autori e autrici. | 5 giugno 1981     |                    |
| 1433   | 32     | Peter Haining (curatore)                                         | Al cinema con il mostro. Volume 1°                                    | Primo tomo dell'antologia The Ghouls, comprende nove racconti dell'orrore adattati per il cinema. | 11 novembre 1981  |                    |
| 1434   | 33     | Peter Haining (curatore)                                         | Al cinema con il mostro. Volume 2°                                    | Secondo tomo dell'antologia The Ghouls, comprende nove racconti dell'orrore adattati per il cinema. | 11 novembre 1981  |                    |
| 1520   | 35     | Arthur Machen                                                    | Il gran Dio Pan e altre storie soprannaturali                         | Raccolta allestita per il mercato italiano da Giuseppe Lippi, comprende il romanzo breve Il terrore e sette racconti. | 3 maggio 1982     |                    |
| 1559   | 36     | Stanisław Lem                                                    | Solaris                                                               | Traduzione parziale dell'originale polacco mediata dalle precedenti versioni in francese e inglese. | 11 agosto 1982    |                    |
| 1570   | 37     | Catherine Lucille Moore                                          | Shambleau                                                             | Raccolta allestita dall'autrice, comprende i primi quattro racconti del ciclo di Northwest Smith e i primi tre di Jirel di Joiry. | 8 settembre 1982  |                    |
| 1630   | 38     | Karl Edward Wagner                                               | Conan e la strada dei Re                                              | Romanzo "apocrifo" del ciclo di Conan il barbaro. Quarto tomo di una collana tematica curata da L. Sprague de Camp. | 4 febbraio 1983   |                    |
| 1639   | 39     | Stanisław Lem                                                    | L'Invincibile                                                         | Traduzione dell'originale polacco mediata dalle precedenti versioni in tedesco e inglese. | 4 marzo 1983      |                    |
| 639    | 40     | Isaac Asimov                                                     | Le correnti dello spazio                                              | Terzo romanzo in ordine di composizione del Ciclo dell'Impero entro il Grande Universo della Fondazione. Ristampa con numerazione doppia di un'uscita della prima serie.                                                                                 | gennaio 1983      |                    |
| 1661   | 41     | Walter S. Tevis                                                  | Futuro in trance                                                      | | 13 maggio 1983    |                    |
| 1688   | 42     | Herman Wouk                                                      | Dossier "Lomokome"                                                    | | 1º agosto 1983    |                    |
| 1742   | 43     | Poul Anderson                                                    | Conan il ribelle                                                      | Romanzo "apocrifo" del ciclo di Conan il barbaro. Sesto tomo di una collana tematica curata da L. Sprague de Camp. | 13 gennaio 1984   |                    |
| 1767   | 44     | Isaac Asimov, Martin H. Greenberg e Charles G. Waugh (curatori)  | Catastrofi!                                                           | Antologia di venti racconti di fantascienza apocalittica. | 20 giugno 1984    |                    |
| 1775   | 45     | Richard Matheson                                                 | Shock 1                                                               | Primo tomo della raccolta di narrativa breve allestita dall'autore, comprende tredici racconti. | 23 luglio 1984    |                    |
| 1776   | 46     | Richard Matheson                                                 | Shock 2                                                               | Secondo tomo della raccolta di narrativa breve allestita dall'autore, comprende tredici racconti. | 23 luglio 1984    |                    |
| 1777   | 47     | Richard Matheson                                                 | Shock 3                                                               | Terzo tomo della raccolta di narrativa breve allestita dall'autore, comprende tredici racconti. | 23 luglio 1984    |                    |
| 1778   | 48     | Richard Matheson                                                 | Shock 4                                                               | Quarto tomo della raccolta di narrativa breve allestita dall'autore, comprende tredici racconti. | 23 luglio 1984    |                    |
| 1789   | 49     | Ray Bradbury                                                     | 34 racconti                                                           | Raccolta allestita per il mercato italiano da Gianni Montanari, comprende trentaquattro racconti. | 7 novembre 1984   |                    |
| 1837   | 50     | L. Sprague de Camp                                               | Conan e il Dio-ragno                                                  | Romanzo "apocrifo" del ciclo di Conan il barbaro. Quinto tomo di una collana tematica curata da L. Sprague de Camp. | 7 giugno 1985     |                    |
| 1848   | 51     | Isaac Asimov                                                     | L'orlo della Fondazione                                               | Primo romanzo della dilogia sequel del Ciclo della Fondazione entro il Grande Universo della Fondazione. | 4 Novembre 1985   |                    |
| 1876   | 52     | Isaac Asimov                                                     | Abissi d'acciaio                                                      | Primo romanzo della tetralogia degli Spaziali entro il Grande Universo della Fondazione. | 24 gennaio 1986   |                    |
| 1896   | 53     | Jack Williamson                                                  | La Legione dello spazio                                               | Primo romanzo della tetralogia della Legione dello spazio. | 25 giugno 1986    |                    |
| 1897   | 54     | Jack Williamson                                                  | Quelli della cometa                                                   | Secondo romanzo della tetralogia della Legione dello spazio. | 25 giugno 1986    |                    |
| 1898   | 55     | Jack Williamson                                                  | L'enigma del Basilisco                                                | Terzo romanzo della tetralogia della Legione dello spazio. | 25 giugno 1986    |                    |
| 1903   | 56     | Isaac Asimov                                                     | Il sole nudo                                                          | Secondo romanzo della tetralogia degli Spaziali entro il Grande Universo della Fondazione. | 21 luglio 1986    |                    |
| 1916   | 57/F1  | Isaac Asimov                                                     | I robot dell'alba                                                     | Terzo romanzo della tetralogia degli Spaziali entro il Grande Universo della Fondazione. | 15 ottobre 1986   |                    |
| 1934   | 58/F2  | Jack Williamson                                                  | La regina della Legione                                               | Quarto romanzo della tetralogia della Legione dello spazio. | 28 gennaio 1987   |                    |
| 1939   | 59/F3  | Fritz Leiber                                                     | Spazio, tempo e mistero                                               | Raccolta allestita dall'autore, comprende un racconto inedito di Fafhrd e il Gray Mouser, un racconto della Guerra del Cambio, otto racconti autoconclusivi e nove saggi.                                                                                | 10 marzo 1987     |                    |
| 1944   | 60/F4  | Isaac Asimov                                                     | La fine dell'eternità                                                 | Romanzo autoconclusivo entro il Grande Universo della Fondazione. | 25 marzo 1987     |                    |
| 1957   | 61/F5  | Isaac Asimov                                                     | Asimov Story                                                          | Raccolta allestita e commentata dall'autore di ventisette racconti giovanili composti fra 1939 e 1950. | 27 maggio 1987    |                    |
| 1976   | 62/F6  | Robert A. Heinlein                                               | La storia futura                                                      | Primo tomo della raccolta allestita dall'autore The Past Through Tomorrow, comprende undici racconti afferenti al macro-ciclo della Storia futura. | 28 settembre 1987 |                    |
| 1986   | 63/F7  | Isaac Asimov                                                     | Il tiranno dei mondi                                                  | Secondo romanzo in ordine di composizione del Ciclo dell'Impero entro il Grande Universo della Fondazione. | 30 ottobre 1987   |                    |
| 1996   | 64     | Isaac Asimov                                                     | Antologia personale. Volume 1°                                        | Raccolta allestita dall'autore, comprende quindici racconti.Ristampa con nuova copertina e numerazione doppia di un'uscita della prima serie. | Luglio 1987       |                    |
| 1997   | 65     | Isaac Asimov                                                     | Testi e note. Volume 2°                                               | Raccolta allestita dall'autore, comprende ventiquattro racconti.Ristampa con nuova copertina e numerazione doppia di un'uscita della prima serie. | Luglio 1987       |                    |
| 2006   | 66/F8  | Isaac Asimov                                                     | Lucky Starr, il vagabondo dello spazio                                | Primo romanzo del Ciclo di Lucky Starr. | 11 febbraio 1988  | 8804307560         |
| 2011   | 67     | Robert A. Heinlein                                               | La storia futura: ancora più lontano                                  | Secondo tomo della raccolta allestita dall'autore The Past Through Tomorrow, comprende nove racconti afferenti al macro-ciclo della Storia futura. | 26 Febbraio 1988  | 8804307773         |
| 2022   | 68/F9  | Isaac Asimov                                                     | Lucky Starr e i pirati degli asteroidi                                | Secondo romanzo del Ciclo di Lucky Starr. | 11 aprile 1988    | 8804308036         |
| 2038   | 69/F10 | Isaac Asimov                                                     | I robot e l'Impero                                                    | Quarto romanzo della tetralogia degli Spaziali entro il Grande Universo della Fondazione. | 13 giugno 1988    | ISBN 88-04-30851-6 |
| 2058   | 70/F11 | Fredric Brown                                                    | Progetto Giove                                                        | | 28 settembre 1988 | ISBN 88-04-31505-9 |
| 2070   | 71/F12 | Isaac Asimov                                                     | Paria dei cieli                                                       | Primo romanzo in ordine di composizione del Ciclo dell'Impero entro il Grande Universo della Fondazione. | 14 novembre 1988  | ISBN 88-04-31542-3 |
| 2079   | 72     | James E. Gunn (curatore)                                         | Le vie della fantascienza                                             | Primo volume della collana in sei tomi The Road to Science Fiction, antologizza venti testi brevi di proto-fantascienza a partire dai viaggi immaginari dell'antichità classica alle utopie barocche, sino alla produzione di Jules Verne e H. G. Wells. | 21 dicembre 1988  | ISBN 88-04-31566-0 |
| 2087   | 73/F13 | J. G. Ballard                                                    | Terra bruciata                                                        | La traduzione italiana si basa sulla prima stesura intitolata The Burning World (Berkley Medallion, 1964) e non sulla redazione definitiva significativamente ampliata e rintitolata The Drought (Jonathan Cape, 1965).                                  | 11 gennaio 1989   | ISBN 88-04-31964-X |
| 2101   | 74/F14 | Isaac Asimov                                                     | Lucky Starr e gli oceani di Venere                                    | Terzo romanzo del Ciclo di Lucky Starr. | 24 maggio 1989    | ISBN 88-04-31999-2 |
| 2114   | 75/F15 | Stanisław Lem                                                    | Ritorno dall'universo                                                 | | 7 aprile 1989     | ISBN 88-04-32033-8 |
| 2129   | 77/F16 | Isaac Asimov                                                     | Antologia del Bicentenario                                            | Raccolta di undici racconti, terzo volume del Ciclo dei Robot entro il Grande Universo della Fondazione. | 6 maggio 1989     | ISBN 88-04-32079-6 |
| 2138   | 78/F17 | Arthur C. Clarke                                                 | Preludio allo spazio                                                  | Ristampa con nuova copertina e nuova numerazione di un'uscita della prima serie. | 1º luglio 1989    | ISBN 88-04-32099-0 |
|        | 79     | J. G. Ballard                                                    | Foresta di cristallo                                                  | Fix-up di due racconti. | 1º agosto 1989    | ISBN 88-04-32571-2 |
|        | 80/F18 | Giuseppe Lippi (curatore)                                        | Il meglio di «Amazing Stories»                                        | Antologia allestita per il mercato italiano, comprende sette racconti, due poesie e tre articoli apparsi sulla rivista Amazing Stories fra 1926 e 1976.                                                                                                  | 15 ottobre 1989   | ISBN 88-04-32610-7 |
|        | 81     | Isaac Asimov                                                     | Fondazione e Terra                                                    | Secondo romanzo della dilogia sequel del Ciclo della Fondazione entro il Grande Universo della Fondazione. | 15 settembre 1989 | ISBN 88-04-32634-4 |
|        | 82/F19 | Olaf Stapledon                                                   | Infinito                                                              | | 1º gennaio 1990   | ISBN 88-04-32666-2 |
| 601    | 83     | Carlo Fruttero e Franco Lucentini (curatori)                     | Il Dio del 36º piano. Storie del futuro prossimo                      | Antologia di tredici racconti di altrettanti autori allestita per il mercato italiano. Ristampa con numerazione doppia di un'uscita della prima serie.                                                                                                   | Maggio 1989       | ISBN 88-04-07956-8 |
|        | 83     | Ray Bradbury                                                     | Cronache marziane                                                     | Raccolta allestita dall'autore delle Cronache Marziane, comprende ventotto racconti. Ristampa con nuova copertina e nuova numerazione del numero 181/20.                                                                                                 | Maggio 1990       | ISBN 88-04-07956-8 |
|        | 84/F20 | Stanisław Lem                                                    | Memorie di un viaggiatore spaziale                                    | Raccolta allestita dall'autore del ciclo di Ijon Tichy, comprende ventitré racconti. | Ottobre 1991      | ISBN 88-04-33105-4 |
|        | 85/F21 | Isaac Asimov                                                     | Lucky Starr e il grande sole di Mercurio                              | Quarto romanzo del Ciclo di Lucky Starr. | Marzo 1990        | ISBN 88-04-33185-2 |
|        | 86     | Fredric Brown                                                    | Assurdo universo                                                      | | Maggio 1990       | ISBN 88-04-33533-5 |
|        | 87     | Isaac Asimov                                                     | Destinazione cervello (Viaggio allucinante II)                        | Secondo romanzo della dilogia del Viaggio allucinante. | Giugno 1990       | ISBN 88-04-33452-5 |
|        | 88/F23 | Walter S. Tevis                                                  | L'uomo che cadde sulla Terra                                          | | 1º Luglio 1990    | ISBN 88-04-33719-2 |
|        | 89/F24 | H. G. Wells                                                      | La macchina del tempo – L'isola del Dottor Moreau – L'uomo invisibile | Omnibus di tre romanzi di proto-fantascienza: - La macchina del tempo - L'isola del Dottor Moreau - L'uomo invisibile Comprende in appendice il racconto "L'uomo che faceva miracoli".                                                                   | Settembre 1990    | ISBN 88-04-33751-6 |
|        | 90/F25 | Sam Moskowitz (curatore)                                         | Il futuro era già cominciato                                          | Antologia di ventisei racconti di proto-fantascienza pubblicati su rivista fra 1897 e 1911. | Ottobre 1990      | ISBN 88-04-34035-5 |
|        | 91/F26 | Robert A. Heinlein                                               | Il terrore dalla sesta luna                                           | | Novembre 1990     | ISBN 88-04-34103-3 |
|        | 92/F27 | Arthur C. Clarke                                                 | La città e le stelle                                                  | | Gennaio 1991      | ISBN 88-04-34291-9 |
|        | 93/F28 | Fritz Leiber                                                     | Spazio, tempo e altri misteri                                         | Raccolta allestita dall'autore, comprende un racconto inedito di Fafhrd e il Gray Mouser, quattro racconti autoconclusivi e sei saggi. | Marzo 1991        | ISBN 88-04-34367-2 |
|        | 94     | Isaac Asimov                                                     | Lucky Starr e le lune di Giove                                        | Quinto romanzo del Ciclo di Lucky Starr. | Maggio 1991       | ISBN 88-04-34755-4 |
|        | 95/F29 | Isaac Asimov                                                     | Preludio alla Fondazione                                              | Primo romanzo della dilogia prequel del Ciclo della Fondazione entro il Grande Universo della Fondazione. | Giugno 1991       | ISBN 88-04-34798-8 |
|        | 96/F30 | Isaac Asimov                                                     | Fantasimov                                                            | Omnibus allestito dall'autore, comprende le prime stesure inedite dei romanzi Invecchia con me e La fine dell'eternità e due redazioni diverse del racconto "Roger o della gravità".                                                                     | Luglio 1991       | ISBN 88-04-35023-7 |
|        | 97     | Arthur Conan Doyle                                               | L'abisso di Maracot                                                   | | Novembre 1991     | ISBN 88-04-35431-3 |
|        | 98     | Isaac Asimov (curatore)                                          | Dove da qui? Antologia scolastica                                     | Antologia di quindici racconti di altrettanti autori, selezionati da Asimov per il loro valore pedagogico di divulgazione scientifica. | Gennaio 1992      | ISBN 88-04-35478-X |
|        | 100    | Alfred Bester                                                    | L'uomo disintegrato                                                   | | Aprile 1992       | ISBN 88-04-35879-3 |
|        | 101    | Robert A. Heinlein                                               | Fanteria dello spazio                                                 | | Maggio 1992       | ISBN 88-04-35920-X |
|        | 102    | Philip K. Dick                                                   | Il disco di fiamma                                                    | | Giugno 1992       | ISBN 88-04-36143-3 |
|        | 103    | Isaac Asimov                                                     | Lucky Starr e gli anelli di Saturno                                   | Sesto romanzo del Ciclo di Lucky Starr. | Luglio 1992       | ISBN 88-04-36150-6 |
|        | 104    | Jack Vance                                                       | Naufragio sul pianeta Tschai                                          | Primo romanzo del Ciclo di Tschai. | Novembre 1992     | ISBN 88-04-36629-X |
|        | 105    | Isaac Asimov                                                     | Neanche gli dèi                                                       | | Gennaio 1993      | ISBN 88-04-36658-3 |
|        | 106    | Jack Vance                                                       | Le insidie del pianeta Tschai                                         | Secondo romanzo del Ciclo di Tschai. | Marzo 1993        | ISBN 88-04-36815-2 |
|        | 107    | David Gerrold                                                    | La guerra contro gli Chtorr                                           | Primo romanzo della tetralogia della Guerra contro gli Chtorr. | Marzo 1993        | ISBN 88-04-36848-9 |
|        | 108    | Jack Vance                                                       | I tesori del pianeta Tschai                                           | Terzo romanzo del Ciclo di Tschai. | Aprile 1993       | ISBN 88-04-37042-4 |
|        | 109    | Isaac Asimov                                                     | Azazel                                                                | Raccolta del ciclo di Azazel allestita dall'autore, comprende diciotto racconti. | Maggio 1993       | ISBN 88-04-37053-X |
|        | 110    | Richard Matheson                                                 | I vampiri                                                             | | Giugno 1993       | ISBN 88-04-37375-X |
|        | 12     | Ray Bradbury                                                     | Molto dopo mezzanotte                                                 | Raccolta allestita dall'autore, comprende ventidue racconti. Ristampa in volume unico della prima edizione in due tomi conteggiati come Oscar Fantascienza 1064/12 e 1065/13.                                                                            | Giugno 1993       |                    |
|        | 111    | Jack Vance                                                       | Fuga dal pianeta Tschai                                               | Quarto romanzo del Ciclo di Tschai. | Ottobre 1993      | ISBN 88-04-37618-X |
|        | 112    | Isaac Asimov (curatore)                                          | Le grandi storie della fantascienza. Premi Hugo 1955-1963             | Traduzione integrale dell'antologia The Hugo Winners, Volume One (1955-1961) con un'aggiunta estrapolata dal Volume Two (1962-1969), comprende i quattro romanzi brevi e i sei racconti insigniti del Premio Hugo fra 1955 e 1963.                       | Febbraio 1994     | ISBN 88-04-37632-5 |
|        | 113    | Isaac Asimov, Martin H. Greenberg e Joseph D. Olander (curatori) | 44 microstorie                                                        | Versione ridotta dell'antologia 100 Great Science Fiction Short Short Stories (Doubleday, 1978), comprende quarantaquattro racconti brevi di altrettanti autori e autrici.                                                                               | Ottobre 1993      | ISBN 88-04-37648-1 |
|        | 114    | David Gerrold                                                    | Il ritorno degli Chtorr                                               | Secondo romanzo della tetralogia della Guerra contro gli Chtorr. | Gennaio 1994      | ISBN 88-04-37843-3 |
|        | 115    | Philip José Farmer                                               | Il fiume della vita                                                   | Primo romanzo del Ciclo del Mondo del Fiume. | Aprile 1994       | ISBN 88-04-38200-7 |
|        | 116    | Isaac Asimov (curatore)                                          | Le grandi storie della fantascienza. Premi Hugo 1964-1968             | Traduzione della parte centrale dell'antologia The Hugo Winners, Volume Two (1962-1969), comprende i cinque romanzi brevi e i quattro fra racconti insigniti del Premio Hugo fra 1964 e 1968.                                                            | Aprile 1994       | ISBN 88-04-38222-8 |
|        | 117    | David Gerrold                                                    | Il giorno della vendetta                                              | Terzo romanzo della tetralogia della Guerra contro gli Chtorr. | Giugno 1994       | ISBN 88-04-38615-0 |
|        | 118    | Isaac Asimov (curatore)                                          | Le grandi storie della fantascienza. Premi Hugo 1969-1972             | Traduzione della parte finale dell'antologia The Hugo Winners, Volume Two (1962-1969) e di una parte del Volume Three (1970-1975), comprende tre dei quattro romanzi brevi e i quattro racconti insigniti del Premio Hugo fra 1969 e 1972.               | Giugno 1994       | ISBN 88-04-38642-8 |
|        | 119    | William Gibson                                                   | La notte che bruciammo Chrome                                         | Raccolta allestita dall'autore, comprende dieci racconti. | Settembre 1994    | ISBN 88-04-39031-X |
|        | 120    | Philip José Farmer                                               | Alle sorgenti del fiume                                               | Secondo romanzo del Ciclo del Mondo del Fiume. | Ottobre 1994      | ISBN 88-04-39075-1 |